# Marion Nestle
Marion Nestle (* 10. září 1936) je americká profesorka zabývající se výživou, studiem potravin a veřejným zdravím na New York University. Je také profesorkou sociologie na NYU a hostující profesorkou výživových věd na Cornell University .

## Životopis

### Vzdělání
Marion Nestle získala v letech 1954–1959 bakalářský titul (BA) na UC Berkeley, Phi Beta Kappa. Své vzdělání pak prohloubila ziskem doktorského titulu (Ph.D.) v molekulární biologii a magisterského titulu (M.P.H.) v oboru výživy ve veřejném zdraví, oba z University of California, Berkeley .

### Kariéra
Postdoktorandskou praxi absolvovala v oborech biochemie a vývojové biologie na Brandeisově univerzitě, kde později, v roce 1975, získala také trvalou pozici na fakultě biologie, na které zodpovídala za výuku výživy. Během své práce brzy uvědomila, že neexistují žádné standardizované nutriční požadavky a právě toto zjištění odstartovalo její zájem o výživu a potraviny.
Od roku 1976 do roku 1986 byla Nestle proděkankou pro biologii člověka a vyučující výživy na lékařské fakultě UCSF . Od roku 1986 do roku 1988 byla vedoucí poradkyní v oblasti výživy na Ministerstvu zdravotnictví a sociálních služeb a editorkou odborného časopisu Surgeon General’s Report on Nutrition and Health.
V roce 1988 byla jmenována předsedkyní oboru výživy, potravinových studií a veřejného zdraví na newyorské univerzitě a tuto funkci zastávala až do roku 2003. V roce 1996 založila společně s konzultantem pro potraviny Clarkem Wolfem na New York University program Food Studies. Doufala, že nový studijní program zvýší povědomí veřejnosti o jídle a jeho roli v kultuře, společnosti i individuální výživě a zdraví. Program nejen uspěl, ale jeho úspěch inspiroval i další univerzity k otevření vlastních studijních programů zaměřených na potraviny a potravinovou politiku. V rámci své výzkumné práce se Nestle zabývá vědeckými a socioekonomickými faktory, které ovlivňují výběr potravin, rozvoj obezity a bezpečnost potravin a především také rolí marketingu potravin a potravinové reklamy. Díky své pozici na NYU a její knize Food Politics (2002) se stala významnou národní osobností v oboru politiky potravin, výživy a vzdělávání v oboru potravin a výživy.
Je autorkou četných článků v odborných publikacích a také autorkou nebo spoluautorkou devíti knih. Její nejnovější kniha Soda Politics: Taking on Big Soda (and Winning) byla vydána v říjnu 2015.
Nestle byla autorkou sloupce „Food Matters“ v San Francisco Chronicle v letech 2003–2010. Publikuje na svém blogufoodpolitics.com a na Twitterovém účtu @ marionnestle. Objevila se také v dokumentárních filmech Super Size Me (2004), Food, Inc. (Potraviny a.s. 2008), Food Fight: The Inside Story of Food Industry (2008), Killer in Large (2008), In Organic We Trust (2012), A Place at the Table (2012), Fed Up (2014), a In Defence of Food (2015).
V roce 2010 ji byla institucí Bard College udělena cena Johna Dewey za vynikající službu veřejnosti a v roce 2011 byla University of California School of Public Health v Berkeley jmenována titulem Public Health Hero (Hrdina/ka veřejného zdraví). V roce 2012 získala čestný doktorát na Transylvánské univerzitě v Kentucky. V roce 2013 získala cenu James Beard Leadership Award a také Healthful Food Council's Innovator of the year a dále v roce 2014 mediální cenu Asociace pro veřejné zdraví v New Yorku.
V rozhovoru pro rok 2013 Nestle uvedla jako osobnosti, které ji inspirovali v její práci: Wendell Berry, Frances Moore Lappé, Joan Gussow a Michael Jacobson.

### Výslovnost
Její jméno je vyslovováno jako anglické sloveso „nestle“, ne jako název švýcarského potravinového konglomerátu, s nímž není nijak spřízněna. V roce 2011 časopis Forbes uvedl Nestle jako číslo 2 v listu „7 nejmocnějších světových osobností v oboru potravin“.